# FC Teutonia München
FC Teutonia München is een Duitse voetbalclub uit Beierse hoofdstad München.
De club werd eind 1905 opgericht als Union München en veranderd in 1907 de naam in SC Teutonia-Union. Op 3 januari 1928 werd de huidige naam aangenomen. In 1933 fuseerde de club met DSV München en werd zo 1. FC München. Het was de bedoeling om een nieuwe topclub te vormen in München, maar dat mislukte. In 1937 werd de fusie ongedaan gemaakt en ging de club terug verder onder de naam FC Teutonia.